# Néphropathologie
 (novembre 2016).
Si vous disposez d'ouvrages ou d'articles de référence ou si vous connaissez des sites web de qualité traitant du thème abordé ici, merci de compléter l'article en donnant les références utiles à sa vérifiabilité et en les liant à la section « Notes et références ».
La néphropathologie est une sous-spécialité de l'anatomie pathologique dont l'objet est l'étude des maladies rénales. Il s'agit des maladies rénales dites "médicales" comme le syndrome néphrotique ou l'insuffisance rénale. Cette étude se fait à l'aide d'une ponction-biopsie rénale, fragment minuscule du parenchyme rénal prélevé à l'aide d'une aiguille spéciale ou trocart. Elle se distingue de l'uropatholgie qui a pour objet les affections "chirurgicales" de l'appareil urinaire.